# مگس‌گیر کاکل‌نارنجی
مگس‌گیر کاکل‌نارنجی (نام علمی: Myiophobus phoenicomitra) گونه‌ای از پرندگان تیرهٔ ژیان‌مرغان (Tyrannidae) است که در کلمبیا، اکوادور و پرو یافت می‌شود.